# Wilson Morante
Wilson Antonio Morante Arzube (Vinces, 20 febbraio 1991) è un calciatore ecuadoriano, difensore del Politécnico.

## Carriera

### Club
Ha esordito nel 2010 con l'Emelec.

### Nazionale
Nel 2011 viene convocato nell'Under-20 per prendere parte al campionato mondiale di calcio Under-20.